# Välkommatjärnarna
Välkommatjärnarna är varandra näraliggande sjöar i Gällivare kommun i Lappland som ingår i Kalixälvens huvudavrinningsområde.
- Välkommatjärnarna (Gällivare socken, Lappland, 746345-170814), sjö i Gällivare kommun, 67°11′38″N 20°37′06″Ö / 67.1938°N 20.6183°Ö (2,33 ha)
- Välkommatjärnarna (Gällivare socken, Lappland, 746363-170833), sjö i Gällivare kommun, 67°11′45″N 20°37′25″Ö / 67.1957°N 20.6235°Ö